# Сакарья (река)
Сака́рья (тур. Sakarya; также Сангарий: греч. Σαγγάριος, лат. Sangarius) — река в Северо-Западной части полуострова Малая Азия, впадает в Чёрное море. Основные притоки — Порсук, Анкара (на берегу которой расположена столица Турции Анкара). Несудоходна. В низовьях расположен город Адапазары.
Верховья реки расположены в исторической области Фригия, а устье в Вифинии. Сакарья является второй по величине рекой Турции, а её протяжённость составляет по разным оценкам от 790 до 824 км. Площадь бассейна около 65 тыс. км². Средний расход воды ок. 200 м³/с. В водах реки водится крымский усач.
Берега реки Сакарья распаханы, хотя кое-где сохранились остатки лесов, состоящих из ивы, ольхи, вяза и ясеня. На реке построена ГЭС Сарыяр (в 125 км от Анкары) и Гёкчекая (в 60 км ниже по течению от Сарыяр). Экологическая ситуация неблагоприятная.
Главной достопримечательностью реки является мост Бешкёпрю́ (тур. Beşköprü) длиной в 430 м, построенный императором Юстинианом.
Аналогичное название в Турции носит провинция в районе реки Сакарья, с центром в Адапазары (бывш. город Сакарья).
В древности река Сангариус считалась западной границей Галатии. Во время Второй греко-турецкой войны недалеко от реки Сакарья произошло переломное сражение между греческими и турецкими войсками, в результате которого турки отвоевали Малую Азию.